# Nephrodium stenopteris
Nephrodium stenopteris là một loài thực vật có mạch trong họ Dryopteridaceae. Loài này được (Kunze) D.C. Eaton miêu tả khoa học đầu tiên năm 1859.